# Тоня плачет на мосту влюблённых
Тоня плачет на мосту влюблённых — короткометражный фильм режиссёра Антона Коломееца, вышедший в 2014 году. Фильм «Тоня плачет на мосту влюблённых» — четвёртая режиссёрская работа Антона Коломееца. В фильме задействованы молодые актёры.

## Сюжет
Сюжет фильма ведёт повествование о компании близких друзей, живущих на рубеже собственного тридцатилетия. Они разговаривают о работе, о жизни, о любви, так и оставляя все в рамках размышлений, ничего не предпринимая. Но происходит событие, которое заставляет почувствовать быстрое течение времени.
Ира - актриса, но нигде не снимается; Ульяна – художница, но сидит без дела; Артем по вечерам выступает с миниатюрами, но они несмешные.
Каждый – вроде бы человек творческий, но поступки незначимы, помыслы аморфны, цели расплывчаты. Симпатичные интеллигенты, но без дерзости и огня.  Благополучные, неиспорченные, но не более того. Ведут разговоры о смысле жизни, но как его обрести, понятия не имеют. Ищут своё место в мире, но мир не так уж интересен и по большей части нелеп. После очередной бестолковой тусовки они идут, шагают по Москве, гуляют по утреннему пустынному Китай-городу,  но  им, в отличие от героев той старой киноленты, не поется ("Сибирские звёзды потеряли смысл жизни").

## Награды
На фестивале KONIK Film Festival Егор Кочубей получил диплом за лучшую работу оператора в фильме «Тоня плачет на мосту влюбленных».
На фестивале «Московская премьера» работе был вручен спец приз от Кинопризыва.
Фильм был показан на фестивале «Кинотавр», где был тепло принят зрителями.

## Отзывы кинокритиков
Обозреватель издания Ридус Максим Марков писал:
«Работа Антона Коломееца „Тоня плачет на мосту влюблённых“ — портрет поколения, юного, беспечного, но иногда задумывающегося. Несколько верных друзей живут, гуляют, шутят, обмениваются мнениями, порой вздыхают почти по Чехову („Ипотека, ипотека…“), порой заявляют: „Не хочу умирать, хочу жить вечно“. Возвращаясь утром из клуба, они бесцельно болтают о том, о сём, как вдруг видят, как невдалеке от них машина сбивает человека. Увиденное заставляет их остолбенеть, но до трагедии не доходит: сбитый встал и пошёл. Однако со смертью друзьям всё же предстоит столкнуться: они с опозданием узнают, что месяц назад погиб их приятель, — и как-то так вышло, что некому было им об этом сообщить… Вот вроде бы и всё, сюжет довольно условный, расплывчатый, но атмосферно фильм получился: чувствуется, что его автору хочется своему зрителю что-то сказать».